# Henry Cuevas
Henry Cuevas Zúñiga (* 12. Oktober 1954) ist ein ehemaliger kolumbianischer Radrennfahrer.

## Sportliche Laufbahn
Cuevas war Straßenradsportler und Teilnehmer der Olympischen Sommerspiele 1972 in München. Im olympischen Straßenrennen kam er auf den 22. Rang. Im Mannschaftszeitfahren wurde Kolumbien mit Fabio Acevedo, Fernando Cruz, Henry Cuevas und Miguel Samacá 22. des Rennens.
Bei den Zentralamerika- und Karibikspielen 1974 gewann er im Mannschaftszeitfahren die Silbermedaille. Cuevas bestritt die Vuelta a Colombia mehrfach, erreichte aber keine Podiumsplatzierung. 1968 gewann er die Sprintwertung in dem Etappenrennen. Im Clásico RCN 1975 gewann er eine Etappe. 1974 gewann er die Vuelta al Valle del Cauca. 1974 kam er auf den 5. Platz im Straßenrennen der Panamerikanischen Spiele.